# 布爾戈德奧斯馬主教座堂

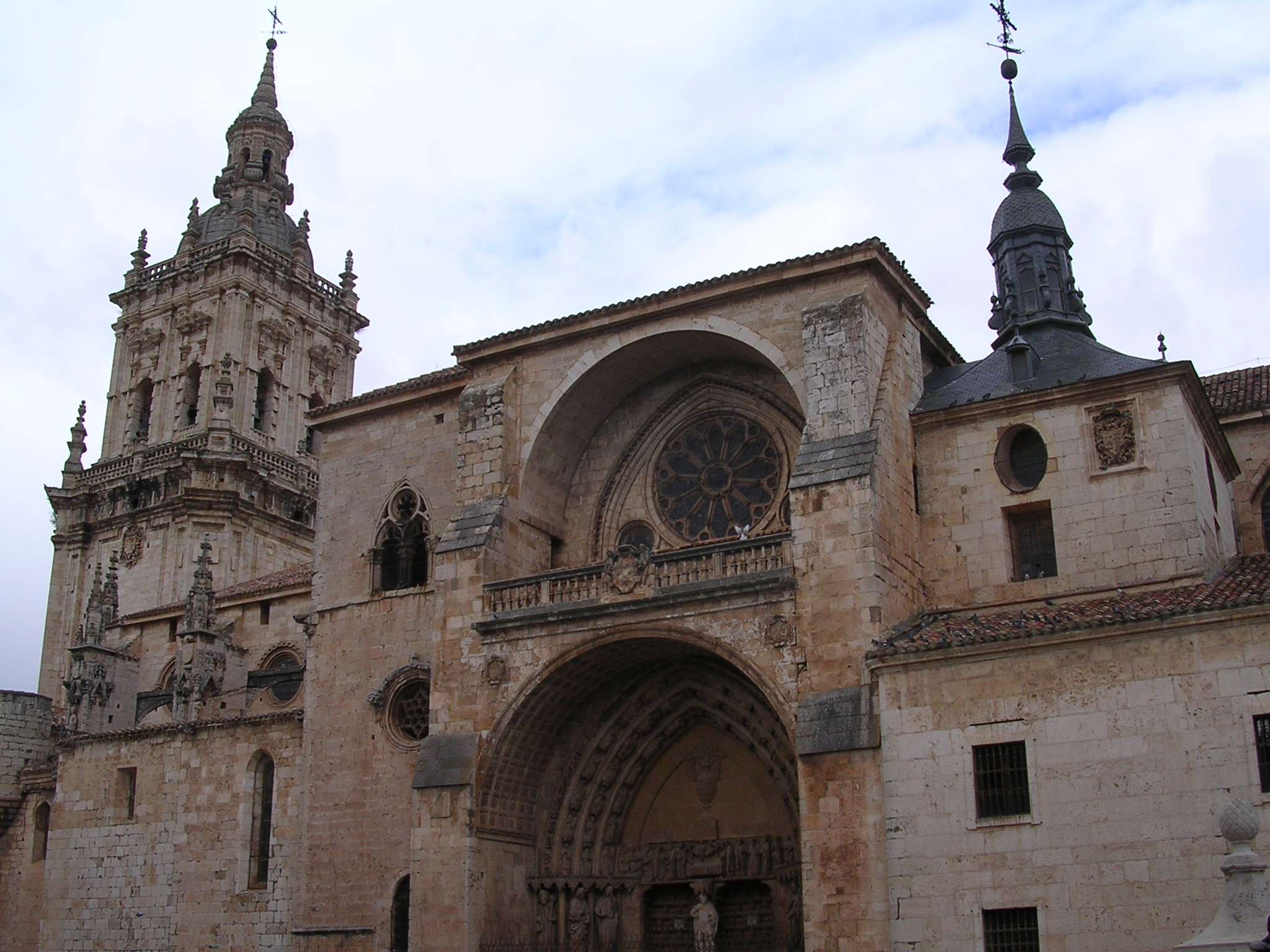
布爾戈德奧斯馬主教座堂

布爾戈德奧斯馬主教座堂（Burgo de Osma Cathedral）是位於西班牙城市布爾戈德奧斯的一座羅馬天主教的主教座堂。這座教堂也是西班牙保存最完好的中世紀建築之一。